# Paulinho (1913–1934)
Paulinho, właśc. Paulo Goulart de Oliveira (ur. 11 września 1913, zm. 23 marca 1934) – brazylijski piłkarz grający na pozycji napastnika.

## Kariera klubowa
Paulinho występował w klubie Botafogo FR. Z Botafogo zdobył mistrzostwo stanu Rio de Janeiro – Campeonato Carioca w 1932 roku.

## Kariera reprezentacyjna
Paulinho zadebiutował w reprezentacji Brazylii 4 grudnia 1932 w wygranym 2-1 meczu z reprezentacją Urugwaju, którego stawką było Copa Rio Branco 1932. Był to jego jedyny mecz międzypaństwowy. Ostatni raz w reprezentacji wystąpił 12 grudnia 1932 w meczu z urugwajskim klubem Club Nacional de Football. W meczach nieoficjalnych wystąpił 2 razy.